# Euproctis velutina
Euproctis velutina är en fjärilsart som beskrevs av Paul Mabille 1878. Euproctis velutina ingår i släktet Euproctis och familjen tofsspinnare. Inga underarter finns listade i Catalogue of Life.